# ラ・ピラート
『ラ・ピラート』（フランス語: La Pirate, 「女海賊」「略奪する女」の意）は、1984年（昭和59年）製作・公開、ジャック・ドワイヨン監督によるフランス映画である。

## 略歴・概要
1984年（昭和59年）5月11日から開催された第37回カンヌ国際映画祭コンペティション部門正式出品作として初上映されたが、女が人妻を略奪するというインモラルな内容と、兄妹の俳優がヒステリックな夫婦役を演じたり、未成年の少女の扱いなどが問題となり、カンヌのお祭りには全く不似合なこともあってブーイングを浴び、受賞も逃した。その後のフランス公開では高い評価を受け、翌1985年第10回セザール賞では、主演女優賞にジェーン・バーキン、助演女優賞にマルーシュカ・デートメルスがノミネートされ、有望若手女優賞をロール・マルサックが受賞した。特にこの映画を見たパトリス・シェローはジェーンの演技に感銘を受け、彼女を舞台《贋の侍女》のヒロインに起用し、舞台デビューさせた。
日本では、1984年に池袋西武スタジオ200で行われたフランス映画祭で無字幕及びヌードシーンをフィルムを削るというスクラッチ修正で不快な状態ながら特別上映されてカルト的な人気となり、その後商事会社がセールス会社のパッケージ買いの一本として購入して危うくビデオ・スルーとなる予定であったところを、俳優座シネマテンが配給して1989年10月28日にヌードシーンを大幅に修正、クローズアップなどの処理をしてレイト公開された。2002年（平成14年）3月25日、紀伊國屋書店が世界初のDVD化する際に、無修正でリリース (ジェーンとドワイヨンが別れたこともあり、フランスでは二人のコンビ作品だけはDVD化されていない)。契約期間が終了し、2011年10月に再発売されることとなったが、PALスピードアップの新素材となった。

## スタッフ
- 製作総指揮 : オリヴィエ・ロルサック
- 監督・脚本 : ジャック・ドワイヨン
- 撮影監督 : ブリュノ・ニュイッテン
- 録音 : ドミニク・エヌカン、ジャン＝クロード・ロルー
- 編集 : ノエル・ボワソン（フランス語版）
- 音楽 : フィリップ・サルド
- 日本語字幕 : 寺尾次郎

## キャスト
クレジット順。
- ジェーン・バーキン - アルマ
- マルーシュカ・デートメルス - キャロル
- フィリップ・レオタール - ナンバー5
- アンドリュー・バーキン - アンドリュー、アルマの夫
- ロール・マルサック - 子ども
- マイケル スティーヴンズ（フランス語版） - ホテルのコンシェルジュ
- ディディエ・シャンブラーニュ - 使い走り
- アルセーヌ・アルトメイェ - タクシー運転手

## 註
1. 1 2  La Pirate, Internet Movie Database, 2010年3月12日閲覧。
2. ↑  ラ・ピラート、キネマ旬報映画データベース、2010年3月12日閲覧。